# Stefan Juliusz Walewski
Stefan Juliusz Walewski herbu Kolumna (ur. w 1745, zm. 31 grudnia 1818) – poseł województwa sieradzkiego na Sejm Czteroletni w 1788 roku, sędzia grodzki ostrzeszowski, podsędek sieradzki w latach 1786–1793, marszałek ziemi wieluńskiej w konfederacji targowickiej 1792 roku, konsyliarz konfederacji generalnej koronnej w konfederacji targowickiej.
Figurował na liście posłów i senatorów posła rosyjskiego Jakowa Bułhakowa w 1792 roku, która zawierała zestawienie osób, na które Rosjanie mogą liczyć przy rekonfederacji i obaleniu dzieła 3 maja. Z ramienia konfederacji targowickiej wybrany w 1793 roku członkiem Komisji Skarbowej Koronnej. Delegowany ze stanu rycerskiego do sądów ultimae instantiae konfederacji targowickiej w 1792 roku.